# 金融再生委員会
金融再生委員会（きんゆうさいせいいいんかい、英語：Financial Reconstruction Commission）は、日本の廃止された官公庁の一つ。総理府の外局であった。略称は再生委（さいせいい）、FRC。

## 概要
日本の総理府に設置された外局のひとつであった。金融破綻処理制度、および、金融危機管理についての、調査、企画、立案を所管した。具体的には、金融機能の安定と再生を目的に、金融機関破綻時に必要な処置を講じた。また、銀行業、保険業、証券業、その他の金融業の適切な運営や経営の健全性を確保するため免許、検査、監督を行うとともに、証券取引の公正さを確保するため監視を行った。

## 機構
委員会は、委員長1名と委員4名により構成された。委員会を代表するのは委員長であり、国務大臣が充てられた。また、その下に政務次官が置かれ、委員長を助けるとともに政務を処理した。
内部部局としては、事務局に局長と次長が置かれており、その下に総務課と金融危機管理課が設置されていた。総務課は、機密（秘書業務）、委員会の各種印章、所管行政の調整、機構や定員など、主として庶務を所管した。金融危機管理課は、金融破綻処理制度や金融危機管理についての調査、企画、立案などを所管した。金融危機管理課の下には業務室が設置され、室長が置かれた。業務室では、金融機能の再生のための緊急措置に関する法律に基づく破綻処理業務を担当した。
総務課には企画官が2名、金融危機管理課には企画官が1名置かれた。具体的には、総務課には総括と調整を担当する企画官と、国会と広報を担当する企画官が置かれた。また、金融危機管理課には、金融機能の早期健全化のための緊急措置に関する法律に基づく資本増強事務、金融機能の再生のための緊急措置に関する法律に基づく破綻処理事務、金融破綻処理制度や金融危機管理にかかわる企画、立案を担当する企画官が置かれた。
また、金融再生委員会には株価算定委員会が置かれていた。株価算定委員会は5名の委員により構成され、互選により委員長が選出された。預金保険機構が特別公的管理銀行の株式を取得する際、株価算定委員会は適正な株価を算出を担当した。
下部組織として、金融監督庁が設置されていたが、のちに金融庁に改組した。

## 沿革
- 1998年12月15日、国務大臣を長とする大臣委員会として、金融再生委員会が設置された。それにともない、総理府の外局であった金融監督庁を傘下に収めた。
- 2000年7月1日、金融監督庁は金融庁に改組され、大蔵省に残されていた金融制度の企画、立案業務も移管された。
- 2001年1月6日、中央省庁再編にともない金融再生委員会は廃止された。金融再生委員会の業務の大半は金融庁に引き継がれ、金融庁は内閣府の外局となった。

## 組織
- 事務局
  - 金融危機管理課
    - 業務室

  - 総務課
- 株価算定委員会

## 所管法令
- 金融再生委員会設置法
- 金融再生委員会組織令
- 金融再生委員会組織規則

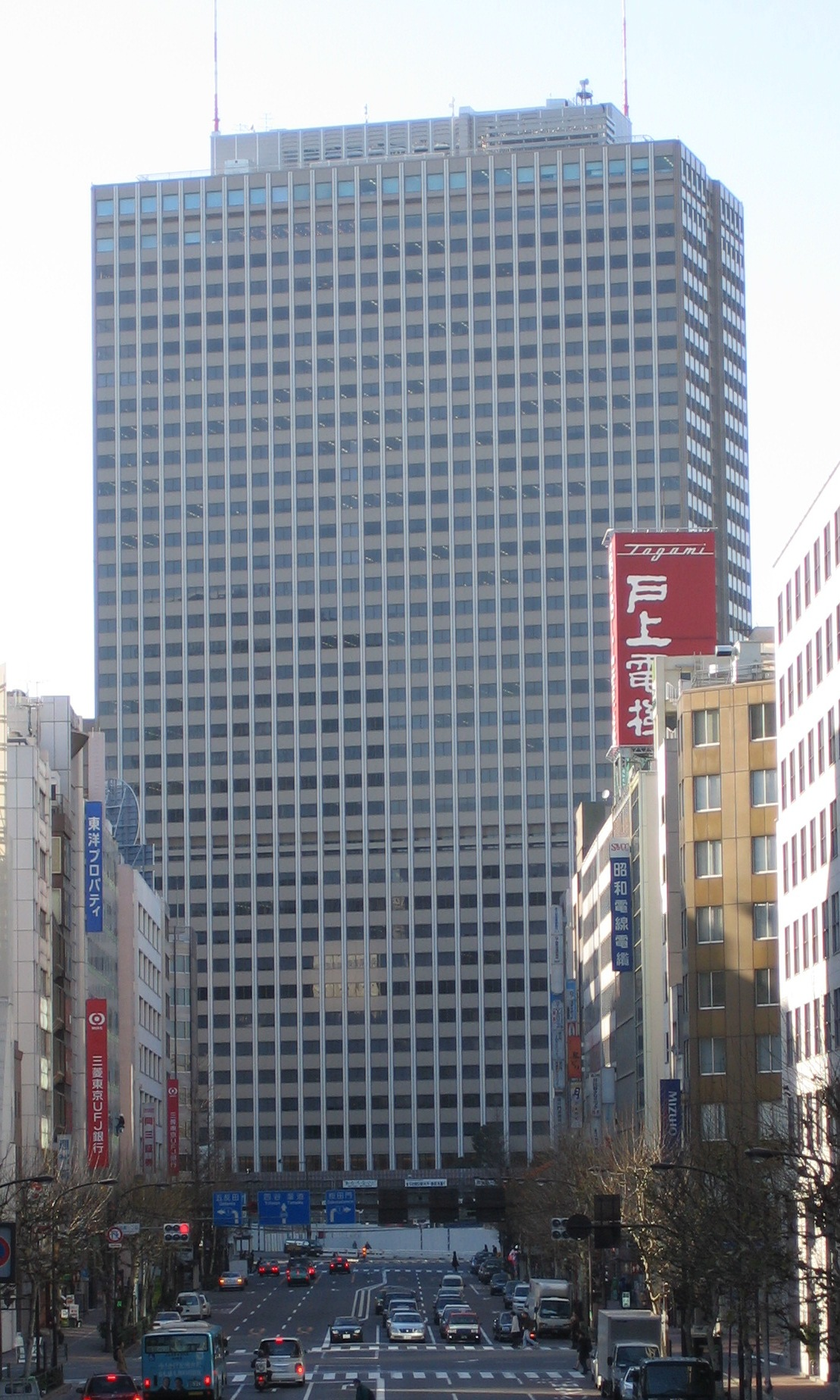
金融再生委員会が設置された霞が関ビルディング（新橋方面から望む）

- 金融再生委員会組織令第28条第1項第1号の規定に基づき金融再生委員会が定める者を定める件
- 金融再生委員会から金融庁長官に委任される権限から除かれる権限等を定める規則
- 金融再生委員会会議規程
- 金融機能の再生のための緊急措置に関する法律
- 金融機能の再生のための緊急措置に関する法律施行令
- 金融機能の再生のための緊急措置に関する法律施行規則
- 被管理金融機関の貸出債権その他の資産の内容を審査し、承継銀行が保有する資産として適当であるか否かの判定を行うための基準を定める件
- 資産を買い取る場合の価格を定めるための基準及び資産の買取りの決定に係る承認を行うための基準を定める件
- 金融再生委員会が承継銀行に対する預金保険機構の出資の承認を行うための基準を定める件
- 金融機能の再生のための緊急措置に関する法律第59条の規定に基づき、金融再生委員会が指定するものを定める件
- 金融機能の早期健全化のための緊急措置に関する法律
- 金融機能の早期健全化のための緊急措置に関する法律施行令
- 金融機能の早期健全化のための緊急措置に関する法律施行規則
- 金融機能の早期健全化のための緊急措置に関する法律第3条第2項に基づき資産の査定等を行うための基本的な指針を定める件
- 議決権のある株式の引受けの要件に関して、経営の合理化、経営責任の明確化、株主責任の明確化及び資金の貸付けその他信用供与の円滑化のための方策に関する基準を定める件
- 議決権のある株式の引受け以外の株式等の引受け等の要件に関して、経営の合理化、経営責任の明確化、株主責任の明確化及び資金の貸付けその他信用供与の円滑化のための方策に関する基準を定める件
- 特定協同組織金融機関等の株式等の引受け等の要件に関して、経営の合理化、経営責任の明確化及び資金の貸付けその他信用供与の円滑化のための方策に関する基準を定める件
- 合併等を行う金融機関及び銀行持株会社等に係る株式等の引受け等の要件に関して、合併等の円滑な実施のために必要な範囲を超えないものに関する基準を定める件
- 合併等を行う救済特定協同組織金融機関及び救済連合会に係る株式等の引受け等の要件に関して、合併等の円滑な実施のために必要な範囲を超えないものに関する基準を定める件
- 預金保険法
- 預金保険法施行令
- 預金保険法施行規則
- 預金保険法第61条の規定による適格性の認定等に関する命令
- 預金保険法第60条第1項の規定に基づき、金融再生委員会が指定する金融機関を定める件
- 預金保険法第61条の規定による適格性の認定等に関する命令第5条の規定に基づき金融再生委員会が指定するものを定める件
- 預金保険機構が保有することができる指定有価証券及び預金をすることができる指定金融機関を指定する件
- 破綻金融機関の株式の他の金融機関又は銀行持株会社等による取得で当該破綻金融機関の業務の健全かつ適切な運営を確保するために必要な事項として金融再生委員会及び大蔵大臣が定める件

## 金融再生委員会委員
- 清水湛（委員長代理） - 広島高等裁判所長官
- 磯部朝彦
- 片田哲也
- 中地宏

（任命年月日は1998年12月15日。任期は「別に法律で定める金融再生委員会の廃止の日」（2001年1月6日）まで）

## 政務次官
| 1 | 村井仁   | 1999年10月5日 - 2000年4月5日 |
| 2 | 村井仁   | 2000年4月5日 - 2000年7月4日  |
| 3 | 宮本一三 | 2000年7月4日 - 2000年12月6日 |
| 4 | 村井仁   | 2000年12月6日 - 2001年1月5日 |

- 金融再生委員会設置法（平成10年法律第130号）第13条の2の規定により、1999年9月20日から2001年1月5日まで、国務大臣たる金融再生委員会委員長の政務を補佐する職として、同委員会に定数1人の政務次官（辞令上の職名は「金融再生政務次官」）が置かれた（ただし、初代の発令は1999年10月5日）。
- 1999年9月20日以降の政務次官は、同一府省庁に複数置かれる場合は筆頭者について、定数1人の場合はその者について、「総括政務次官」の呼称を用いるとの閣議の申し合わせがあり、本官についても辞令表記以外の場では「金融再生総括政務次官」と呼称された。
- この政務次官の職務範囲には金融監督庁・金融庁の所管事項も含まれたが、直接これらの「庁」に政務次官が置かれたことはなかった。

## 在籍した人物
括弧内は在籍当時の代表的な役職、ハイフン以降はその他の代表的な役職を示す。
- 大谷禎男（事務局次長） - 原子力損害賠償紛争解決センター総括委員会委員長

## 註釈
1. 1 2 3 4 5 6 7  金融再生委員会廃止直前のデータ。